# Joc de pilota mesoamericà

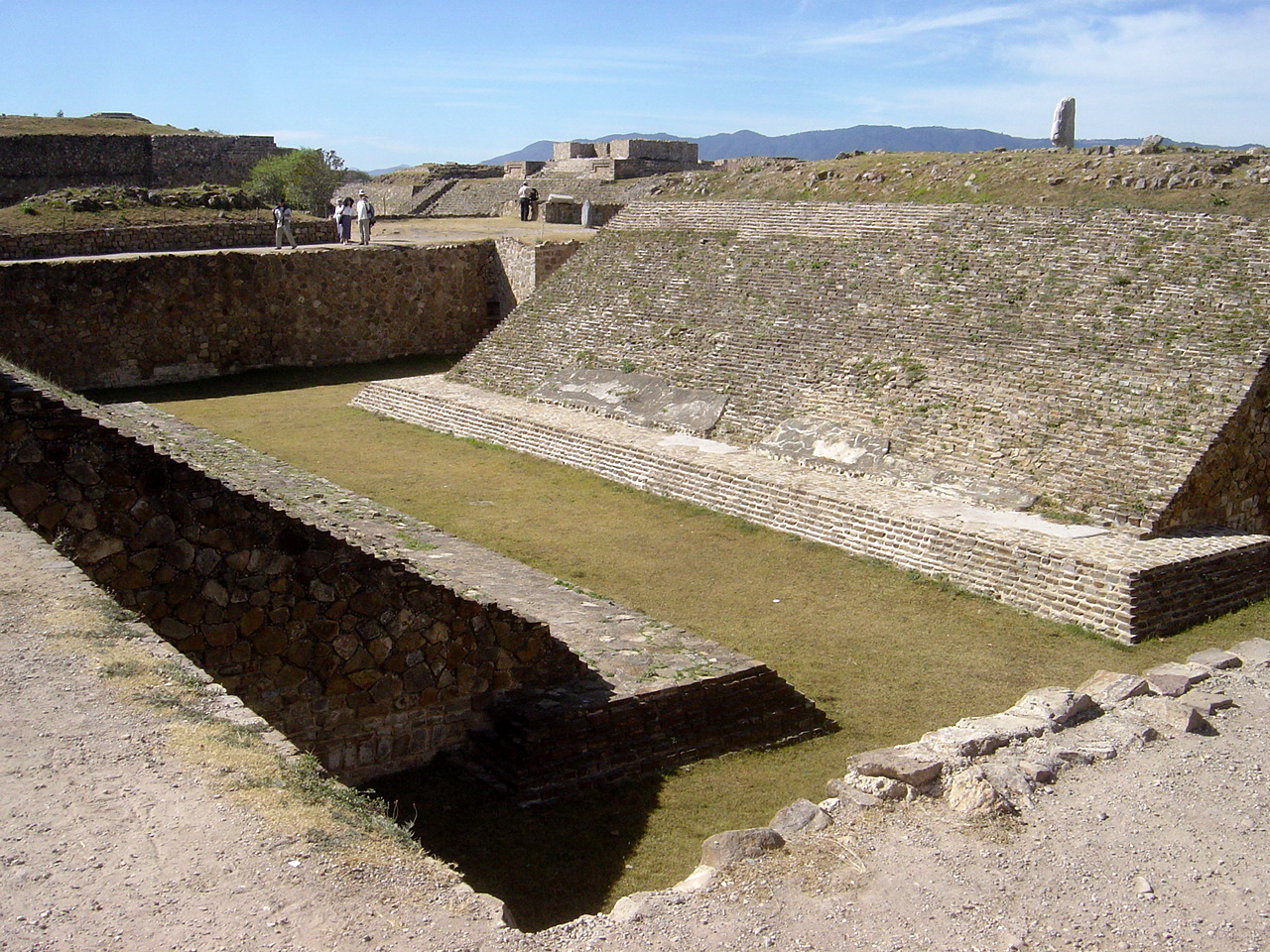
Ruïnes d'una pista de joc de pilota a Monte Albán, Mèxic

El joc de pilota mesoamericà era un esport amb rituals associats jugat durant més de 3.000 anys per les poblacions de Mesoamèrica en temps precolombins, i que en uns quants llocs continua sent jugat pels habitants amerindis locals.

## Origen
No se sap exactament quan ni on es va originar el joc de pilota mesoamericà. El més probable és que hagi estat concebut entre els habitants del Paso de la Amada i els pre-olmeques a principis de 1600 a. C. a la regió on creix l'arbre de goma, és a dir, a les zones tropicals de Mesoamèrica. Les terres baixes costaneres al llarg de l'Oceà Pacífic a la regió de Soconusco són per les seves troballes arqueològiques i datació temporal un candidat viable al bressol del joc de pilota.

## Característiques
Tal com es pot esperar en un joc jugat en un període històric tan llarg i en unes quantes nacions diferents, detalls de les regles usades hi varien gradualment segons el temps i el lloc, així el joc de pilota es podria veure més acuradament com una família de jocs relacionats. Algunes versions es jugaven entre dos jugadors, d'altres entre 2 equips.
Els jocs compartien les característiques de ser jugats amb una pilota de goma dura dins una pista allargada enfonsada o amb parets al voltant lineal.
Arreu de Mesoamèrica es construïen pistes de pilota i s'utilitzaven durant moltes generacions, i les formes i les mides en variaven. Alguns llocs tenien pistes de pilota múltiples, però d'altres en tenien només una. En algunes parts de Mesoamèrica se'n troben en gairebé totes les ruïnes, mentre que en unes altres parts són menys comuns.
El joc s'anomenava tlachtli en nàhuatl i tlaxtli per a poblacions mexicanes centrals veïnes, ulama a Sinaloa (on es continua jugant), i poc-ta-tok n'era un nom maia del Yucatán.
Les ciutats antigues amb camps de pilota especialment bons en bon estat de conservació inclouen Copán, Iximché, Monte Albán, Uxmal i Zaculeu; la pista antiga més gran de totes és a Chichén Itzá, i mesura 166 per 68 metres.
Tot i que es jugava informalment per a passar l'estona, inclosos els infants, el joc també tenia aspectes rituals importants, i els jocs de pilota formals es consideraven essencialment com a esdeveniments rituals. Els partits entre equips podrien simbolitzar les batalles entre els déus al cel i els senyors de l'inframon. La pilota podria simbolitzar el sol. En alguns d'aquests partits rituals, el líder de l'equip perdedor seria decapitat com a sacrifici humà. El seu crani s'utilitzaria llavors com el cor al voltant del qual es faria una pilota de goma nova. Una segona interpretació és donada per guies a Chichen Itza, que afirmen que el premi per a l'equip que vencia era deïficat perdent els seus caps, suposadament a les mans de l'equip perdedor. El Popol Vuh, anomenat sovint la Bíblia dels maies, té seccions llargues que expliquen històries dels partits rituals entre els herois bessons maies i els senyors demoníacs del Xibalba.
Els jugadors de pilota i el joc en si són un tema comú en l'art mesoamericà.
Malgrat els esforços dels colonitzadors i missioners per a erradicar-lo, els jocs de pilota es mantenen encara en alguns llocs, amb el nom d'ulama.